# Bill Stoneman
William Hambly Stoneman III (né le 7 avril 1944 à Oak Park, Illinois, États-Unis) est un ancien joueur et dirigeant de baseball. Il est depuis juillet 2015 le directeur général des Angels de Los Angeles, un poste qu'il avait déjà occupé de 1999 à 2007.
Après une carrière de lanceur droitier dans les Ligues majeures de baseball de 1967 à 1974, il est directeur-gérant et vice-président des Expos de Montréal.
Bill Stoneman a participé à un match d'étoiles du baseball majeur, en 1972, et a lancé deux matchs sans point ni coup sûr, dont le premier de l'histoire des Expos de Montréal et le premier des ligues majeures réussi au Canada.

## Biographie

### Carrière de joueur
Bill Stoneman est sélectionné par les Cubs de Chicago en 31e ronde du repêchage du baseball en 1966. Il fait ses débuts dans les majeures le 16 juillet 1967 et lance pour les Cubs pendant deux saisons. Il participe à 46 parties dans l'uniforme des Cubs, dont 44 comme releveur. Sa fiche à Chicago est de 2-5 avec un sauvetage.
En 1969, les Expos de Montréal en font leur 19e choix au repêchage d'expansion visant à composer le tout premier alignement de cette nouvelle franchise des Ligues majeures. Il fera partie des Expos au cours des cinq premières saisons de l'histoire de l'équipe, de 1969 à 1973, et sera utilisé principalement comme lanceur partant, sauf la dernière année.
Il compile un dossier de 11-19 lors de la saison inaugurale des Expos, qui ne remporteront que 52 victoires cette année-là. Le 17 avril 1969, à Philadelphie, il lance le premier match sans point ni coup sûr de l'histoire de l'équipe, dans un gain de 7-0 sur les Phillies.
Après avoir conservé un dossier perdant de 7-15 en 1970, il connait une saison de 17-16 en 1971 puis une saison de 12-14 en 1972. Au cours de cette dernière saison, où sa moyenne de points mérités ne s'éleva qu'à 2,98, il est invité au match des étoiles pour la seule fois de sa carrière, en tant que représentant de la Ligue nationale. Il réussit également l'exploit d'un second match sans point ni coup sûr, le 2 octobre, dans un gain de 7-0 des Expos sur les Mets de New York au Parc Jarry. Il s'agissait du premier match sans coup sûr de l'histoire des ligues majeures à être réalisé hors des États-Unis.
Après une cinquième saison à Montréal, Stoneman sera utilisé en relève durant une année par les Angels de la Californie.
Son dossier en carrière est de 54 victoires, 85 défaites, avec 5 sauvetages et 934 retraits sur des prises en 245 parties jouées et 1236 manches et un tiers lancées. Sa moyenne de points mérités à vie est de 4,08.
En 2008, il était un des 25 lanceurs de toute l'histoire des majeures à avoir lancé plus d'un match sans coup sûr. Malgré ces deux exploits, rares pour un lanceur, Stoneman cite un match de 14 retraits sur des prises contre San Diego en 1971 comme meilleur moment de sa carrière de joueur.

### Dirigeant

#### Expos de Montréal
Après sa carrière, Bill Stoneman devient vice-président des Expos de Montréal. Il sera aussi le directeur-gérant de l'équipe en 1987 et 1988.

#### Angels de Los Angeles d'Anaheim
Après la saison 1999, il est nommé directeur-gérant des Angels d'Anaheim. À ce poste, il engagera l'ancien joueur Mike Scioscia comme gérant de l'équipe, qui remportera une première Série mondiale en 2002.
En 2007, citant des raisons familiales, il se retire de son poste de directeur-gérant des Angels (maintenant connus sous l'appellation Angels de Los Angeles d'Anaheim) et agit par la suite comme consultant pour l'équipe. Il reprend son ancien poste, cette fois par intérim, le 1er juillet 2015 lorsque le directeur général Jerry Dipoto démissionne.